# Buzy (groupe)
Pour les articles homonymes, voir Buzy.
Buzy est un groupe féminin de J-pop composé de six idoles japonaises, actif de 2004 à 2006. Le groupe est (re-) créé en 2002 autour des trois membres restantes du groupe féminin COLOR, qui cesse ses activités sous cette forme après le départ d'une de ses membres. Busy (re-)commence ses sorties de disques deux ans plus tard, avec plusieurs titres écrits par Haruichi Shindo du groupe Porno Graffitti, avant de se séparer en 2006. Les trois membres originales de COLOR restantes forment l'année suivante le groupe Mansaku avec deux ex-membres du groupe pop féminin BOYSTYLE.

## Membres
- Nao Toyama (當山奈央, née le 22 février 1984 à Osaka, ex-COLOR, future Mansaku)
- Mayumi Niwa (丹羽麻由美, née le 12 septembre 1984 à Osaka, ex-COLOR, future Mansaku)
- Mao Miyazato (宮里真央, née le 19 avril 1983 à Osaka, ex-COLOR, future Mansaku)
- Yurisa Asama (朝間ユリサ, née le 27 juillet 1984 à Kyoto)
- Sachiko Iwanaga (岩永幸子, née le 19 mai 1986 à Osaka)
- Yumi Takeda (竹田侑美, née le 29 octobre 1986 à Kobe)

## Discographie

### Singles
- 2004.03.03 : Kujira (鯨) (Thème d'ouverture de la série anime Twin Spica (en))
- 2004.07.07 : Hitori Ichizu (一人一途)
- 2005.01.26 : Be Somewhere (Thème d'ouverture de la série anime Rockman EXE Stream alias MegaMan NT Warrior)
- 2005.11.09 : Passion (パシオン)

### Albums
- 2006.01.25 : Buzy

## Liens
- (ja) Busy: Site officiel chez Imperial Records